# Pansdorf (Greiz)
Pansdorf ist ein Ort des Ortsteils Cossengrün/Hohndorf/Schönbach der Stadt Greiz im Landkreis Greiz in Thüringen. Er gehörte wie sein Nachbarort Tremnitz bis 1952 zu Sachsen. Im Gegensatz zur benachbarten Stadt Elsterberg wechselte er 1992 nicht zurück nach Sachsen, sondern verblieb bei Thüringen. Die einstige Gemeinde Tremnitz mit ihrem Ortsteil Pansdorf wurde am 22. Januar 1994 nach Hohndorf eingemeindet, mit dem sie am 1. Juli 1999 zur Gemeinde Vogtländisches Oberland kam. Seit der Auflösung der Gemeinde Vogtländisches Oberland am 31. Dezember 2012 bilden die der Stadt Greiz angegliederten Ortsteile die Ortschaft Cossengrün/Hohndorf/Schönbach.

## Geographie

### Geographische Lage und Verkehr
Pansdorf befindet sich im südwestlichen Stadtgebiet von Greiz auf einer Hochebene des Thüringer Schiefergebirges. Die Gemarkung ist sehr kupiert und vielfach von Waldungen und Unebenheiten unterbrochen. Der südlich des Orts verlaufende Loosbach entwässert über den Tremnitzbach in die Weiße Elster. Nordöstlich des Orts befindet sich der Speicher Tremnitz. Pansdorf befindet sich im Osten des Naturraumes Vogtland (Übergang des Südostthüringer Schiefergebirges in das  Mittelvogtländische Kuppenland). Der Ort liegt seit 1952 im thüringischen Teil des Vogtlands, davor gehörte er zum sächsischen Teil des historischen Vogtlands. Pansdorf liegt an der Kreisstraße 206.

### Nachbarorte
Pansdorf grenzt an drei Ortsteile der Stadt Greiz (Tremnitz, Moschwitz, Hohndorf) und zwei Ortsteile der Gemeinde Langenwetzendorf (Erbengrün und Wellsdorf).
| Erbengrün |                                             | Moschwitz |
| Wellsdorf | Kompassrose, die auf Nachbargemeinden zeigt | Tremnitz  |
|           | Hohndorf                                    |           |

## Geschichte
Das Platzdorf Pansdorf wurde am 19. März 1460 erstmals urkundlich erwähnt. Der Ort gehörte ursprünglich zur Herrschaft Elsterberg, die als Folge des Vogtländischen Krieges von 1354–57 von den Lobdeburgern unter die Lehenshoheit der Wettiner kam und im 16. Jahrhundert in das kursächsische Amt Plauen eingegliedert wurde. Bezüglich der Grundherrschaft gehörte Pansdorf um 1577 zum Rittergut Kleingera und um 1764 zum Rittergut Frankenhof in Elsterberg. Pansdorf lag bis 1856 im kursächsischen bzw. königlich-sächsischen Amt Plauen. Gemeinsam mit dem Nachbarort Tremnitz war der Ort von drei Seiten von reußischen Orten umgeben. 1856 wurde Pansdorf dem Gerichtsamt Elsterberg und 1875 der Amtshauptmannschaft Plauen angegliedert.
Durch die zweite Kreisreform in der DDR wurde die bisher sächsische Gemeinde Pansdorf gemeinsam mit ihren bisher ebenfalls sächsischen Nachbarorten Tremnitz, Noßwitz, Elsterberg, Görschnitz und Cunsdorf im Jahr 1952 dem Kreis Greiz im Bezirk Gera angegliedert. Am 1. Juli 1958 erfolgte die Eingemeindung von Pansdorf nach Tremnitz. Kirchlich gehörte der Ort seit jeher zu Hohndorf.
Die Gemeinde Tremnitz mit ihrem Ortsteil Pansdorf kam im Jahr 1990 zum thüringischen Landkreis Greiz. Im Gegensatz zu den Nachbarorten Elsterberg (mit Noßwitz), Görschnitz und Cunsdorf, die auf Grundlage zweier Staatsverträge zwischen Thüringen und Sachsen am 1. April 1992 bzw. am 31. Juli 1994 zum sächsischen Landkreis Plauen wechselten, verblieben Tremnitz und Pansdorf beim thüringischen Landkreis Greiz, obwohl die beiden Orte aufgrund ihrer früheren Zugehörigkeit zu Sachsen auch eine Möglichkeit zur Rückkehr nach Sachsen gehabt hätten.
Die Gemeinde Tremnitz mit ihrem Ortsteil Pansdorf wurde am 22. Januar 1994 nach Hohndorf eingemeindet. Dieses vereinigte sich wiederum am 1. Januar 1999 mit fünf weiteren Gemeinden zur Gemeinde Vogtländisches Oberland. Durch deren Auflösung wurde Pansdorf am 31. Dezember 2012 in die Stadt Greiz eingegliedert. Gemeinsam mit den sieben anderen der Stadt Greiz angegliederten Orten von Vogtländisches Oberland bildet Pansdorf seitdem den Greizer Ortsteil Cossengrün/Hohndorf/Schönbach.